# Мала Страна
Мала Страна (чешки: Malá Strana или званичније Menší Město pražské) је округ града Прага, Чешка Република, и једно од његових најстаријих насеља.
У средњем веку то је било доминантно средиште етничких немачких (а од 16. века и италијанских) грађана Прага. У њему су се налазиле и многе племићке палате, док су места на десној обали била више буржоаска и чешка.

## Име
Назив Мала Страна потиче од положаја на левој (западној) обали реке Влтаве, на падинама непосредно испод Прашког дворца, насупрот већим насељима Прага на десној обали, са којим га спаја Карлов мост.
Првобитно се град звао Нови град испод Прашког дворца (чеш. Nové Město pod Pražským hradem) после 1257. када је основан. Након што је Карло IV 1348. основао Нови град Праг, град је преименован у Мали град Праг (чеш. Menší Město pražské). У 17. веку незванично име Мала четврт (чеш. Malá Strana) први пут је коришћен.

## Историја
Малу Страну је основао бохемијски краљ Отокар II 1257. године, на левој обали реке Влтаве, између брежуљака Храдчани и Петшин. Као краљевски град (град који је основао краљ) стекао је многе привилегије. Настао је обједињавањем више насеља испод Прашког дворца у једну административну јединицу. Првобитни становници су протерани, а краљ је углавном позвао немачке занатлије и трговце.
У другој половини 14. века, мали град Праг проширио је краљ и свети римски цар Карло IV који је саградио нови одбрамбени зид назван Зид глади, значајно проширио градску мрежу, и обновио старе цркве.
Од 1419-1420. Малу страну су спалили Хусити. Град је 1541. године поново снажно оштећен у пожару у којем је погинуло педесет људи. Након овог пожара град је обновљен у ренесансном стилу и саграђене су многе племићке палате и цркве.
Трг, данас познат као Малостранске намјести (Трг мањег града), било је средиште града. Овај трг је подељен на горњи и доњи део са црквом Светог Николе у средини.

## Архитектура
Барокна архитектура преовлађује у Малој Страни, али историја округа датира још пре времена барока. Барокна архитектура је на крају доминирала након деструктивних пожара 1541. године.

## Интересантна места и грађевине

### Валенштајнова палата
Једна од првих и највећих грађевина барокне ере на Малој страни је Палата Валенштајн. Албрехт фон Валенштајн (1581-1634) је био генерал војске цара Фердинанда II. Палата је грађена од 1624-1630. године, а пројектовали су је италијански мајстори. У главном холу се на плафону налази фреска самог власника, као Марса, бога рата, у тријумфалној кочији. Пошто је чуо да има претензије да постане власник круне Бохемије, цар га је убио. Породица је била власник дворца све док 1945. године, када је постала власништво Чехословачке.

### Црква Светог Николе
Најлепша и најпознатија барокна црква у Прагу је црква Светог Николе. Ово је ремек-дело Кристофа и Килијана Игназа Динценхофера, оца и сина. Грађена је од 1703. до 1761. године али ниједан од њих није доживео крај изградње, коју је спровео Анселмо Лураго, Килијанов зет. Најлепша слика у цркви је апотеоза Свете Тројице која је постављена у куполи висисне 70м. Барокне оргуље постављене су 1746. а Моцарт је свирао на њима 1787. године.

### Црква Наше Госпе Победничке
Чувени кип светог детета Исуса из Прага налази се у цркви Госпе Победничке у Малој Страни, а донет је из Шпаније 1628. године, као поклон принцезе Поликсене Лобковиц. Прва барокна црква у Прагу је завршена 1613. за немачке лутеране, али након њиховог протеривања прешла је у руке кармелићана. Посвећена је сећању на победничку битку католика над протестантима 1620 године.

### Нерудина улица
Познати чешки романописац Јан Неруда (1834-1891) рођен је  и живео у овој улици, у броју 47. Кућни бројеви су уведени тек 1770. године,али је ова сликовита стара улица још увек богата старим хералдичким ознакама кућа занатлија и уметника (Црвени орао, Златна потковица, Бели лабуд и др.).

### Панорамски торањ Петшин
Панорамски торањ Петшин налази се на Малој страни. Изграђен је 1891. године као имитација париског Ајфеловог торња, висине 60м. Како се налази на узвишењу, са њега се пружа диван поглед на Праг.

### Острво Кампа
Острво Кампа раздваја рукавац Влтаве, Четровка, од Мале Стране. У средњем веку ту су биле бројне воденице од којих још постоји једна. Чешки композитор Бохуслав Мартину живео је у стану у близини острва Кампа на Малој страни док је био студент конзерваторија, а његов боравак је обележен спомен-плочом.